# (15804) Yenisei
(15804) Yenisei ist ein Asteroid des Hauptgürtels, der am 9. März 1994 vom belgischen Astronomen Eric Walter Elst am Observatoire de Calern in Südfrankreich entdeckt wurde.
Benannt wurde er nach dem sibirischen Fluss Jenissei, der nahe der Grenze zur Mongolei entspringt und nach der Durchquerung Sibiriens in die Karasee mündet. Erwähnt wird in der Widmung zur Benennung unter anderem die Nähe des Jenissei zum Tunguska-Ereignis.